# Record de France de natation dames du 100 mètres dos

## Bassin de 50 mètres
| Temp          | Athlète                   | Naissance | Âge | Équipe                               | Compétition                | Lieu          | Date              |
| ------------- | ------------------------- | --------- | --- | ------------------------------------ | -------------------------- | ------------- | ----------------- |
| 1 min 59 s 4  | Schmitt                   |           |     | S.N. Strasbourg                      |                            | Gare          | 25 octobre 1919   |
| 1 min 48 s 4  | Henriette Delrue (simple) |           |     | Enfants de Neptune de Tourcoing      |                            | Tourcoing     | 31 juillet 1921   |
| -----         |                           |           |     |                                      |                            |               |                   |
| 1 min 07 s 5  | Sylvie Le Noach           | 1955      | 17  | Enfants de Neptune de Tours          |                            | Vittel        | 15 juillet 1972   |
|               |                           | TEMPS     | AU  | 1/100ème DE SECONDE                  |                            |               |                   |
| 1 min 06 s 83 | Sylvie Le Noach           | 1955      | 19  | Enfants de Neptune de Tours          |                            | Bordeaux      | 23 mars 1974      |
| 1 min 06 s 60 | Michèle Ricaud            | 1961      | 18  | Nice Université Club                 |                            | Montréal      | 1er février 1979  |
| 1 min 06 s 34 | Michèle Ricaud            | 1961      | 18  | Nice Université Club                 |                            | Rome          | 13 juin 1979      |
| 1 min 05 s 60 | Michèle Ricaud            | 1961      | 18  | Nice Université Club                 |                            | Mulhouse      | 13 juillet 1979   |
| 1 min 05 s 27 | Michèle Ricaud            | 1961      | 18  | Nice Université Club                 |                            | Utrecht       | 11 août 1979      |
| 1 min 05 s 06 | Michèle Ricaud            | 1961      | 18  | Nice Université Club                 |                            | Split         | 19 septembre 1979 |
| 1 min 04 s 88 | Michèle Ricaud            | 1961      | 19  | Nice Université Club                 |                            | Bratislava    | 17 juin 1980      |
| 1 min 04 s 75 | Roxana Maracineanu        | 1975      | 17  | Mulhouse Olympic Natation            | Championnats de France     | Mennecy       | 19 juillet 1992   |
| 1 min 04 s 63 | Aurélia Kempf             | 1973      | 20  | Dauphins du TOEC                     |                            | Florence      | 4 avril 1993      |
| 1 min 04 s 39 | Roxana Maracineanu        | 1975      | 18  | Mulhouse Olympic Natation            | Championnats d'Europe      | Sheffield     | 5 août 1993       |
| 1 min 04 s 23 | Roxana Maracineanu        | 1975      | 18  | Mulhouse Olympic Natation            | Championnats d'Europe      | Sheffield     | 5 août 1993       |
| 1 min 04 s 01 | Roxana Maracineanu        | 1975      | 19  | Mulhouse Olympic Natation            | Championnats de France     | Aix-les-Bains | 21 juillet 1994   |
| 1 min 03 s 94 | Roxana Maracineanu        | 1975      | 20  | Mulhouse Olympic Natation            |                            | Mennecy       | 24 mars 1995      |
| 1 min 03 s 65 | Hélène Ricardo            | 1974      | 21  | Dauphins du TOEC                     | Championnats d'Europe      | Vienne        | 24 août 1995      |
| 1 min 03 s 52 | Hélène Ricardo            | 1974      | 21  | Dauphins du TOEC                     | Championnats d'Europe (f)  | Vienne        | 24 août 1995      |
| 1 min 03 s 22 | Roxana Maracineanu        | 1975      | 22  | Mulhouse Olympic Natation            |                            | Sarcelles     | 26 avril 1997     |
| 1 min 03 s 11 | Roxana Maracineanu        | 1975      | 22  | Mulhouse Olympic Natation            | Championnats de France     | Mennecy       | 15 mai 1997       |
| 1 min 03 s 04 | Roxana Maracineanu        | 1975      | 22  | Mulhouse Olympic Natation            | Championnats de France     | Mennecy       | 15 mai 1997       |
| 1 min 02 s 02 | Roxana Maracineanu        | 1975      | 22  | Mulhouse Olympic Natation            | Championnats d'Europe (s)  | Séville       | 21 août 1997      |
| 1 min 01 s 84 | Roxana Maracineanu        | 1975      | 22  | Mulhouse Olympic Natation            | Championnats d'Europe (f)  | Séville       | 21 août 1997      |
| 1 min 01 s 66 | Roxana Maracineanu        | 1975      | 25  | Mulhouse Olympic Natation            | Jeux Olympiques (s)        | Sydney        | 17 septembre 2000 |
| 1 min 01 s 61 | Roxana Maracineanu        | 1975      | 25  | Mulhouse Olympic Natation            | Jeux Olympiques (d)        | Sydney        | 17 septembre 2000 |
| 1 min 01 s 10 | Roxana Maracineanu        | 1975      | 25  | Mulhouse Olympic Natation            | Jeux Olympiques (f)        | Sydney        | 18 septembre 2000 |
| 1 min 00 s 64 | Laure Manaudou            | 1986      | 18  | Cercle des nageurs de Melun-Dammarie | Championnats de France (f) | Dunkerque     | 20 avril 2004     |
| 1 min 00 s 55 | Laure Manaudou            | 1986      | 21  | Canet 66 natation                    | Championnats du monde (d)  | Melbourne     | 26 mars 2007      |
| 59 s 87 RE    | Laure Manaudou            | 1986      | 21  | Canet 66 natation                    | Championnats du monde (f)  | Melbourne     | 27 mars 2007      |
| 59 s 50 RE    | Laure Manaudou            | 1986      | 22  | Canet 66 natation                    | Championnats d'Europe (d)  | Eindhoven     | 20 mars 2008      |
| 59 s 30       | Pauline Mahieu            | 1999      | 24  | Canet 66 natation                    | Championnats du monde (d)  | Fukuoka       | 24 juillet 2023   |
| 58 s 79       | Emma Terebo               | 1998      | 25  | Amiens Métropole Natation            | Championnats de France (f) | Chartres      | 17 juin 2024      |

## Bassin de 25 mètres
| Temps         | Athlète            | Naissance | Âge | Équipe                               | Compétition                  | Lieu                 | Date             |
| ------------- | ------------------ | --------- | --- | ------------------------------------ | ---------------------------- | -------------------- | ---------------- |
| 1 min 04 s 88 | Michèle Ricaud     | 1961      |     |                                      |                              |                      |                  |
| 1 min 04 s 75 | Véronique Jardin   | 1966      | 15  |                                      | Coupe d'Europe               | Göteborg             | 17 décembre 1981 |
| -----         |                    |           |     |                                      |                              |                      |                  |
| 1 min 04 s 65 | Véronique Jardin   | 1966      | 18  |                                      | Championnats interclubs      | Boulogne-Billancourt | 29 janvier 1984  |
| 1 min 04 s 54 | Véronique Jardin   | 1966      | 18  |                                      | Meeting Diana (s)            | Boulogne-Billancourt | 4 février 1984   |
| 1 min 04 s 19 | Véronique Jardin   | 1966      | 18  |                                      | Meeting Diana (f)            | Boulogne-Billancourt | 4 février 1984   |
| -----         |                    |           |     |                                      |                              |                      |                  |
| 1 min 02 s 79 | Roxana Maracineanu | 1975      | 19  | Mulhouse Olympic Natation            | Coupe du monde (s)           | Paris                | 27 mars 1994     |
| 1 min 02 s 68 | Roxana Maracineanu | 1975      | 19  | Mulhouse Olympic Natation            | Coupe du monde (f)           | Paris                | 27 mars 1994     |
| -----         |                    |           |     |                                      |                              |                      |                  |
| 1 min 01 s 77 | Roxana Maracineanu | 1975      |     | Mulhouse Olympic Natation            |                              |                      |                  |
| -----         |                    |           |     |                                      |                              |                      |                  |
| 1 min 01 s 60 | Roxana Maracineanu | 1975      | 22  | Mulhouse Olympic Natation            | Coupe du monde               | Gelsenkirchen        | février 1997     |
| -----         |                    |           |     |                                      |                              |                      |                  |
| 1 min 01 s 48 | Roxana Maracineanu | 1975      | 24  | Mulhouse Olympic Natation            | Coupe du monde               | Paris                | 21 février 1999  |
| -----         |                    |           |     |                                      |                              |                      |                  |
| 1 min 00 s 56 | Roxana Maracineanu | 1975      | 25  | Mulhouse Olympic Natation            | Coupe du monde               | Paris                | 13 février 2000  |
| 1 min 00 s 50 | Roxana Maracineanu | 1975      | 26  | Mulhouse Olympic Natation            | Coupe du monde (f)           | Paris                | janvier 2001     |
| 59 s 44       | Laure Manaudou     | 1986      | 15  | Cercle des Nageurs de Melun-Dammarie | Championnats interclubs      | Dunkerque            | décembre 2001    |
| 59 s 42       | Laure Manaudou     | 1986      | 17  | Cercle des Nageurs de Melun-Dammarie | Championnats d'Europe(d)     | Dublin               | 11 décembre 2003 |
| 58 s 99       | Laure Manaudou     | 1986      | 17  | Cercle des Nageurs de Melun-Dammarie | Championnats d'Europe(f)     | Dublin               | 12 décembre 2003 |
| 58 s 87       | Laure Manaudou     | 1986      | 19  | Cercle des Nageurs de Melun-Dammarie | Championnats d'Europe(d)     | Trieste              | 8 décembre 2005  |
| 58 s 12       | Laure Manaudou     | 1986      | 19  | Cercle des Nageurs de Melun-Dammarie | Championnats d'Europe(f)     | Trieste              | 9 décembre 2005  |
| 58 s 05       | Laure Manaudou     | 1986      | 20  | Canet 66 natation                    | Championnats de France (f)   | Istres               | 2 décembre 2006  |
| 58 s 04       | Laure Manaudou     | 1986      | 20  | Canet 66 natation                    | Championnats d'Europe(d)     | Helsinki             | 7 décembre 2006  |
| 57 s 87       | Laure Manaudou     | 1986      | 20  | Canet 66 natation                    | Championnats d'Europe(f)     | Helsinki             | 8 décembre 2006  |
| 57 s 78       | Laure Manaudou     | 1986      | 21  | Canet 66 natation                    | Championnats d'Europe(1/2 f) | Debrecen             | 13 décembre 2007 |
| 57 s 34       | Laure Manaudou     | 1986      | 21  | Canet 66 natation                    | Championnats d'Europe(f)     | Debrecen             | 14 décembre 2007 |
| 57 s 16       | Laure Manaudou     | 1986      | 22  | Cercle des nageurs de Marseille      | Championnats d'Europe (f)    | Rijeka               | 12 décembre 2008 |
| 56 s 40       | Analia Pigrée      | 2001      | 20  | Canet 66 natation                    | Championnats d'Europe (f)    | Kazan                | 6 novembre 2021  |
| 56 s 18       | Béryl Gastaldello  | 1995      | 28  | Etoiles 92                           | Championnats de France (f)   | Angers               | 28 octobre 2023  |
| 56 s 07       | Béryl Gastaldello  | 1995      | 29  | Sans club                            | Championnats de France (f)   | Montpellier          | 2 novembre 2024  |